# Хіжановець
Хіжановець (хорв. Hižanovec) — населений пункт у Хорватії, в Копривницько-Крижевецькій жупанії у складі громади Светі-Петар-Ореховець.

## Населення
Населення за даними перепису 2011 року становило 88 осіб.
Динаміка чисельності населення поселення: